# Erland Ekström
Erland Ekström var en svensk fotbolls- och bandyspelare (inner) som representerade Gais mellan 1944/1945 och 1948/1949.

## Biografi
Som fotbollsspelare representerade Ekström först Alingsås IF i hemstaden Alingsås, men han värvades 1944 till Gais. Han spelade under fem år 84 allsvenska matcher för Gais, och gjorde sammanlagt 7 mål. Han var med och tog brons med klubben säsongen 1945/1946.
Ekström var även framstående i bandy, där han representerade Alingsås SK och av Göteborgspressen kallades "Västergötlands bäste bandyinner". Med ASK var han med och kvalade till allsvenskan i februari 1949, men klubben förlorade kvalet mot AIK.